# المرصد الوطني للبيئة والتنمية المستدامة (الجزائر)
المرصد الوطني للبيئة والتنمية المستدامة (ONEDD) هو مؤسسة عمومية جزائرية ذو طابع صناعي تجاري، أسس بموجب المرسوم التنفيذي رقم 02-115 في 3 أبريل 2002، ويقع تحت وزارة البئية والطاقات المتجددة.

## قائمة أعضاء المجلس الإداري
| تاريخ التعيين | الاسم                 | الصفة                                               |
| ------------- | --------------------- | --------------------------------------------------- |
| 27 مارس 2017  | تباني مسعود           | رئيس المجلس وممثل وزير البئية والطاقات المتجددة     |
| 27 مارس 2017  | مجوبي عبد الرزاق نبيل | ممثل وزير الدفاع الوطني                             |
| 27 مارس 2017  | داويدي فاطمة          | ممثل وزير الداخلية والجماعات المحلية                |
| 27 مارس 2017  | ولد خليفة فيروز       | ممثلة وزير المالية                                  |
| 27 مارس 2017  | تيبوش أحسن            | ممثل وزير التجارة                                   |
| 27 مارس 2017  | بوحوس زهرة            | ممثلة وزير الطاقة                                   |
| 27 مارس 2017  | طرفاني يوسف           | ممثل وزير الصحة                                     |
| 27 مارس 2017  | أنهايتي ياسين         | ممثل وزير الصناعة                                   |
| 27 مارس 2017  | عبد الصمد جمال        | ممثل وزير التعليم العالي والبحث العلمي              |
| 27 مارس 2017  | بوزرزورة اليازيد      | ممثل وزير الموارد المائية                           |
| 27 مارس 2017  | سريدي فضيلة           | ممثل وزير الصيد البحري                              |
| 27 مارس 2017  | علبان عبد الإله       | ممثل وزير العمل                                     |
| 27 مارس 2017  | مالو سميرة            | ممثل وزير الفلاحة                                   |
| 27 مارس 2017  | صغيري إبراهيم         | ممثل وزير التهيئة العمرانية                         |
| 27 مارس 2017  | نويوة أمينة           | ممثل وزير الاعلام                                   |
| 27 مارس 2017  | جحا فرحات             | ممثل وزير النقل                                     |
| 27 مارس 2017  | ناصر باي صليحة        | ممثلة وزير السياحة                                  |
| 27 مارس 2017  | غماز فتيحة            | ممثلة الديوان الوطني للاحصائيات                     |
| 27 مارس 2017  | بوزنون فرحات          | ممثل الجمعية الوطنية العلمية للشباب -اكتشاف الطبيعة |
| 27 مارس 2017  | حليمي علي             | ممثل الجمعية الوطنية لحماية البيئة ومكافحة التلوث   |